# Бедреддин Симави
Махмуд Бедреддин Симави (на османски турски: شیخ بدرالدین) е османски юрист (кадия) и суфистки шейх.
Придобил широка популярност с проповедите си, той заема високи постове при претендента за османския трон Муса Челеби. През 1416 година сам организира неуспешни бунтове срещу султан Мехмед I, опитвайки се да вземе властта, за което е осъден и обесен в Сяр.
Шейх Бедреддин поставя началото на дервишки орден, просъществувал няколко столетия след смъртта му. По-късно част от неговите последователи, главно в района на Казанлък, започват да се самоопределят като къзълбаши. Егалитаристките възгледи, прокламирани по време на въстанията на последователите на шах Бедреддин през 15 век, стават причина в наши дни да бъде приеман за предшественик на турското социалистическо движение. През 1961 година останките му са пренесени от Сяр и погребани в Истанбул.

## Биография

### Ранни години
Повечето подробности за живота на Бедреддин Симави, особено за ранните му години, са известни само от апологетичната биография, написана след смъртта му от неговия внук и духовен последовател Халил бен Исмаил.
Според Халил шейх Бедреддин е роден през 1359 година Симавна, където баща му е кадия. Майка му е дъщеря на византийския управител на Дидимотихон, потурчена при превземането малко преди това на града от османците. Малко след раждането му семейството се премества в Одрин, където бъдещият теолог започва образованието си, които по-късно продължава в Кония.
Преди 1400 година Бедреддин отива в Кайро, където се ползва с покровителството на мамелюкския султан Баркук, а след това и на неговия наследник Фарадж. Там става известен със своите познания по ислямско право и е посветен в суфизма от мистика шейх Хюсейн Ахлати. През следващите години пише множество мистични книги, част от които са запазени до наши дни.

### Връщане в османските земи
Около 1404 година Бедреддин Симави решава да се върне в родината. Той пресича триумфално Анадола, проповядвайки в градовете пред тълпи от последователи и приеман благосклонно от високопоставените, включително емирите на Караман, Гермиян и Айдън. По онова време Анадолът е разорен от нашествието на Тимур и последвалата го война между бейлиците и претендентите за османското наследство. Политическият хаос и стопанското разстройство стават благодатна почва за разни популистки учения, като това на Бедреддин и създадения от Фазлуллах Астарабади хуруфизъм.
Според биографията му Бедреддин посещава контролирания от генуезците остров Хиос по молба на тамошни монаси, които искат да се срещнат с него, в резултат на което 2 монаси тайно приемат исляма. След това към него се присъединяват група пътуващи дервиши, заедно с които той влиза в Бурса, посрещнат ентусиазирано от жителите на града. Бедреддин се връща при семейството си в Одрин и през следващите години предприема нови пътувания в Мала Азия.
Когато през 1411 година Муса Челеби, воюващ претендент за османския трон, завзема Одрин и установява контрол над европейските владения на османците, той назначава шейх Бедреддин за кадъаскер (главен военен съдия). През 1413 година Муса е разгромен от брат си Мехмед Челеби и Бедреддин, като един от приближените му, е интерниран в Изник.

### Въстание на шейх Бедреддин
През есента на 1416 година Бедреддин се среща в Изник със своя последовател Бьорклюдже Мустафа, който малко след това поставя началото на голямото бедреддинистко въстание в Мала Азия. В същото време самият шейх Бедреддин бяга от Изник и с помощта на емира на Синоп Исфендяроглу се прехвърля с кораб във Влашко при войводата Мирчо Стари. В миналото Исфендяроглу и Мирчо подкрепят Муса Челеби, а след това и Мустафа Челеби срещу Мехмед I, и вероятно целта им е да използват Бедреддин за предизвикването на нови междуособици в османските владения.
Във Влашко Беддредин се свързва с Азеб бей, избягал отвъд Дунав виден велможа на убития претендент Муса Челеби. Беддредин се прехвърля в Лудогорието, където привлича множество последователи. Той обявява претенциите си да стане султан и обещава на последователите си земи, привличайки много изпаднали в немилост спахии от времето на Муса, които в миналото са били негови подчинени. Претенциите си за трона Бедреддин обосновава с предполагаемия си произход от селджукските султани на Рум и духовното си родство с пророка Мохамед чрез шейх Хюсейн Ахлати. Бунтът обхваща основно Лудогорието и Добруджа, но достига и до Старозагорско. Той привлича мюсюлмани сред беднотата и противниците на новото султанско управление и централизация.
От своето седалище в Сяр султан Мехмед изпраща войски към Лудогорието и бунтът е прекратен почти без съпротива, като много от последователите на шейх Бедреддин се отказват от него. Шейхът е заловен и отведен в Сяр, където султанът организира публичен процес срещу него, воден от известния юрист Хайдар. Той е осъден на смърт заради бунта си срещу султана и на 16 декември 1418 година е обесен на чаршията в Сяр, но имуществото му не е конфискувано, защото не е установено негово престъпление срещу религията.

## Бедреддинистко въстание в Мала Азия
Разоренията от войните и тежкия социален гнет от турската върхушка, не само върху поробените християни, но и върху мюсюлманския народ, подтиква Бьорклюдже Мустафа (Börklüce Mustafa) и Торлак Кемал (Torlak Kemal) – сподвижници на Бедредин, да оглавят недоволството.
Докато Бедреддин пребивава в Одрин и Изник, в западната част на Мала Азия неговите последователи активно пропагандират възгледите му и като техен водач изпъква дервишът Бьорклюдже Мустафа. Той проповядва доброволна бедност и обща собственост, събирайки много последователи сред бедните и стремейки се да привлече към движението и християните. Известно е, че поддържа връзки с християнски мистици от манастирите в Хиос.
През есента на 1416 година Бьорклюдже Мустафа, малко след своя среща с Бедреддин в Изник, оглавява въстание срещу османските власти, което обхваща западните части на Мала Азия. Макар по-късно последователите на Бедреддин да отричат връзката му с този бунт, той вероятно е координиран с неговите собствени действия на Балканите. Започва въстание, което обхваща Айдънския и Саруханския бейлици.
Бунтовниците на Бьорклюдже Мустафа се укрепват на разположения югозападно от Измир и непосредствено срещу Хиос полуостров Карабурун. Срещу бунтовниците тръгва управителят на Айдън Искендер бей, потурченият син на последния търновски цар Иван Шишман. С 6-хилядна войска Бьорклюдже Мустафа прегражда достъпа до Карабурун и в последвалото сражение нанася поражение на правителствените войски, като самият Искендер бей е убит в битката. След това срещу бунтовниците е изпратен Али бей – управителят на Сарухан, но и той е отблъснат и принуден да се спасява с бягство.
След неуспеха на местните сили да се справят с бунта на Бьорклюдже Мехмед, султан Мехмед I изпраща срещу въстаниците воювалите срещу Караман части, водени от опитния пълководец Баязид паша, придружаван от дванадесетгодишния бъдещ султан Мурад II. Със значителни сили Баязид паша се придвижва към района на бунта, избивайки масово по пътя си възможни симпатизанти на въстаниците. Достига Карабурун и след сражения разгромява бунтовниците, пленявайки голям брой от тях, включително водача на въстанието Бьорклюдже Мустафа. Те са отведени в Ефес, където Мустафа е разпънат и подложен на мъчения. Започват да обезглавяват въстаниците, за да го принудят да се отрече от идеите си, но той остава непреклонен и е насечен на парчета. След като ликвидира въстанието около Измир, Баязид паша се насочва към Сарухан, където продължава кланетата на бедни турци, които може да са свързани с бунта. Сред жертвите в този район е споменат дервишът Ху Кемал, обесен със свой ученик в Маниса.
Действията на водачите на бунта в Западна Мала Азия са пасивни, те нямат координация и единодействие. След първите бойни успехи прибират силите си в своя район и не атакуват правителствената армия, което води до поражението им.

## Наследство
Шейхът е погребан след обесването му в собствено тюрбе в Сяр, столетия старателно обгрижвано от следовниците му, които изграждат до него и свое теке. Неговият дервишки орден на симавитите, макар и подлаган на тежки атаки от светската и религиозната власт, продължава полулегално и легално да съществува до края на Османската империя, има свои имоти (вакъфи), от които се издържа. Привържениците му започват да се определят като казълбаши и бекташи, имат широка народностна база и са се запазили. В 1961 година останките от тялото на шейх Бедрадин са пренесени от Сяр в Цариград и положени в мавзолея на Махмуд II в Диванолу, като на гробницата му е отбелязано, че е починал в 1418 г.
Орденът и идеите на шейха остават столетия силни, особено в Добруджа, като през 1571 година Диванът осъжда на каторга в галерите, „непоправими" техни привъвженици. Те тревожат властта дори през ХVII век.
Въпреки че говорят турски език, къзълбашите от времето на Османската империя, а дори много по-късно, нямат самосъзнание за етническа и религиозна идентичност с турците-сунити. Селим I избива над 45 000 къзълбаши, а голяма част от оцелелите преселва в Североизточна България, Хасковско, Родопите, Беломорието и Македония. Тези преселници по човешки и религиозни причини ненавиждат сунитите и османската държава за поколения. Смятат себе си за по-добри от сунитите турци. Култовете им към светци, паленето на свещи, наличието на религиозна музика и изображения, широките права на жените, и най-вече жестоките преследвания от османските султани ги карат да чувстват по-близки като хора и произход до християните, да почитат общи места и светии и да са противници на османската власт. Известен е куриозният факт, че Георги Раковски за кратко е бил дервиш. Днес в България много от близките до ордена мюсюлмани живеят в Kазанлъшко.
Показателно е следното сведение за мюсюлманското население в българските земи, принадлежащо към симавитите: “Жителите на селата, които са известни с името „доджа“ са виновни за многобройните смутове и инциденти. Те се отъждествяват с къзълбашите... Когато спахиите се обърнали към тях и им казали да вземат оръжието и да тръгнат на война, някои от тях напуснали тимарите, а други оставили ятаганите си и избягали... Те не правят разлика между мюсюлмани и гяури и убийството на гяур приравняват с убийството на мюсюлманин... Това е орден с много привърженици... На много места човек може да види манастирите им, които се наричат „ъшък“, но много от тях са разрушени. Този орден се нарича орден на семавите, а шейховете им – Семави."
В памет на личността и вдъхновените от нея събития се провежда ежегоден национален поход в Лудогорието, наречен „По стъпките на шейх Бедреддин“. Програмата му включва посещение на градовете Силистра, Дулово, Исперих, Разград, селата Окорш и Ясеновец, резервата Сборяново и Демир баба теке. В похода участие вземат ученици, преподаватели, историци и общественици, които посещават различни исторически места и музеи, разказващи за етническата и верска толерантност между хората, за бита и историята на различните етнически и религиозни групи в региона.